# Мартин, Джерри
Джерри Мартин (англ. Jerry Martin) ― американский композитор. Наиболее известен как автор джазовых композиций для телевизионных рекламных роликов и ведущий композитор нескольких игр франшизы The Sims, включая SimCity 3000, The Sims, The Sims Bustin’ Out, The Sims 2 и SimCity 4.

## Юность
Джерри Мартин начал брать уроки музыки в возрасте 10 лет. В школе и колледже он участвовал в различных группах в качестве гитариста и клавишника.  Мартин получил степень бакалавра искусств в области музыкальной композиции в Калифорнийском государственном университете в Хейворде, штат Калифорния.

## Карьера
Мартин получил степень магистра изящных искусств в Центре современной музыки Миллз-колледжа в Окленде, штат Калифорния. Среди его академических наград — стипендия Хеллмана по фортепиано и премия Элизабет Милс Кротерс за выдающиеся достижения в области музыкальной композиции. В 1985 году он основал продюсерскую компанию Musicontrol. С 1985 по 1995 год Мартин сочинял и продюсировал музыку для различных проектов, таких как саундтреки к национальным телевизионным и радиорекламам, а также работал с продюсерами фильмов, видео и рекламных агентств по различным заказам. Его клиентами были такие компании, как AT&T, Toyota, NBA, Honda и другие. В 1996 году Мартин присоединился к подразделению Maxis компании Electronic Arts в качестве студийного аудиорежиссера и ведущего композитора. С 1996 по 2004 год он сочинял и продюсировал музыку для игр The Sims и SimCity.
В 2005 году он основал новую компанию Jerry Martin Music и в настоящее время работает над различными профессиональными и личными музыкальными проектами.

## Работы
| - The Sims - The Sims: Livin’ Large - The Sims House Party - The Sims: Hot Date - The Sims Vacation - The Sims Unleashed - The Sims Superstar - The Sims Makin’ Magic - The Sims Bustin’ Out - The Sims Online - The Sims 2 - SimCity 3000 - SimCity 3000 Unlimited - SimCity 4 - SimCity 4 Rush Hour - SimCopter - SimTunes - SimPark - SimSafari - SimGolf - Streets of SimCity - Supercross 2000 - Tony La Russa Baseball | - AT&T Communications - Acer Corporation - Alamo Car Rental - Apple - Avocet - Buick Dealers Association - Cost Plus Imports - Electronic Arts - Emporium - GMC Trucks Dealers Association - Gallo Salame - Grass Valley Group - Growing Healthy Inc. - Hilltop Shopping Center - Hitachi Data Systems - Honda Dealers Association - KTVU Channel 2 - Landor Associates - Longs Drug Stores - Lucky Stores - NBA - Nationwide Marketing - Olympic Stain - Pacific Bell - Philip Morris - Primerica - Project Open Hand - RSCVA - Raychem Corporation - Quantum - Rolm - Safeway Eastern Division - Sierra Pacific Power - Southern Pacific - Sun Microsystems - SYVA - Suzuki USA - Toyota - Toyota USA - Toyota Dealers Association - Weinstock's - Wells Fargo Bank - Wesson Oil - Yamaha USA |